# Championnat de Tchéquie de football 1993-1994
Navigation
Saison 1994-1995
La saison 1993-1994 du Championnat de République tchèque de football était la première édition de la 1. Liga, le championnat de première division de la toute jeune République tchèque. Les 16 clubs de l'élite jouent les uns contre les autres lors de rencontres disputées en matchs aller et retour au sein d'une poule unique.
Le Sparta Prague, qui a remporté le dernier championnat de Tchécoslovaquie avant le divorce de velours finit en tête du championnat et remporte le premier titre de champion de République tchèque de son histoire. Il termine avec 6 points d'avance sur le Slavia Prague et 9 sur le Banik Ostrava.

## Les 16 clubs participants
Du fait de la séparation de la Tchécoslovaquie entre la République tchèque et la Slovaquie, les 16 clubs prenant part à cette première édition de la 1. Liga sont issues des anciennes D1 et D2 tchécoslovaques : les 10 clubs tchèques qui ont participé à la saison 1992-1993 du championnat de D1 et les 6 meilleures équipes tchèques de D2.
| - Clubs issus de D1 tchécoslovaque : - AC Sparta Prague - SK Slavia Prague - FC Boby Brno - FC Bohemians Prague - Dukla Prague - FC Hradec Kralové - FC Banik Ostrava - FC Vitkovice - SK Dynamo Ceské Budejovice - SK Sigma Olomouc | - Clubs issus de D2 tchécoslovaque : - FK Union Cheb - Viktoria Plzen - Slovan Liberec - FK Viktoria Zizkov - Petra Drnovice - FC Svit Zlin |

## Compétition

### Classement
Le barème de points servant à établir le classement se décompose ainsi :
- Victoire : 2 points
- Match nul : 1 point
- Défaite : 0 point

| Rang | Équipe                     | Pts | J  | G  | N  | P  | Bp | Bc | Diff |
| ---- | -------------------------- | --- | -- | -- | -- | -- | -- | -- | ---- |
| 1    | AC Sparta Prague           | 45  | 30 | 18 | 9  | 3  | 62 | 21 | +41  |
| 2    | SK Slavia Prague           | 39  | 30 | 16 | 7  | 7  | 55 | 28 | +27  |
| 3    | FC Baník Ostrava           | 36  | 30 | 14 | 8  | 8  | 52 | 25 | +27  |
| 4    | FK Union Cheb (P)          | 36  | 30 | 13 | 10 | 7  | 31 | 29 | +2   |
| 5    | Viktoria Plzeň (P)         | 35  | 30 | 12 | 11 | 7  | 35 | 23 | +12  |
| 6    | SK Dynamo Ceské Budejovice | 35  | 30 | 11 | 13 | 6  | 33 | 31 | +2   |
| 7    | Sigma Olomouc              | 34  | 30 | 14 | 6  | 10 | 44 | 29 | +15  |
| 8    | FK Viktoria Žižkov (C) (P) | 33  | 30 | 12 | 9  | 9  | 40 | 28 | +12  |
| 9    | Slovan Liberec (P)         | 32  | 30 | 11 | 10 | 9  | 36 | 32 | +4   |
| 10   | Petra Drnovice (P)         | 32  | 30 | 13 | 6  | 11 | 38 | 36 | +2   |
| 11   | FC Svit Zlin (P)           | 27  | 30 | 10 | 7  | 13 | 37 | 48 | -11  |
| 12   | FC Boby Brno               | 26  | 30 | 10 | 6  | 14 | 38 | 46 | -8   |
| 13   | FC Hradec Králové          | 24  | 30 | 9  | 6  | 15 | 29 | 40 | -11  |
| 14   | FC Bohemians Prague        | 23  | 30 | 8  | 7  | 15 | 29 | 54 | -25  |
| 15   | FC Vítkovice               | 13  | 30 | 3  | 7  | 20 | 22 | 64 | -42  |
| 16   | Dukla Prague               | 10  | 30 | 1  | 8  | 21 | 21 | 68 | -47  |

|  | Qualifié pour la Ligue des champions 1994-1995                                                     |
|  | Qualifié pour la Coupe des Coupes 1994-1995                                                        |
|  | Qualifié pour la Coupe UEFA 1994-1995                                                              |
|  | Relégation en 2e division                                                                          |
|  | (T) : Tenant du titre (C) : Vainqueur de la Coupe de République tchèque (P) : Promu de 2e division |

## Bilan de la saison
| Tableau d'Honneur                             |                    |
| Compétition                                   | Vainqueur          |
| Championnat de République tchèque de football | AC Sparta Prague   |
| Coupe de République tchèque de football       | FK Viktoria Zizkov |

| Qualifications européennes    |                    |
| Ligue des champions 1994-1995 | Qualifié           |
| 1er tour                      | AC Sparta Prague   |
| Coupe des Coupes 1994-1995    | Qualifié           |
| 1er tour                      | FK Viktoria Zizkov |
| Coupe UEFA 1994-1995          | Qualifié           |
| 1er tour                      | SK Slavia Prague   |

| Promotion et relégation |                              |
| Relégués en 2.Liga      | FC Vitkovice Dukla Prague    |
| Promus en 1.Liga        | FK Jablonec FK Svarc Benesov |